# Svenska fartygskredit AB
Svensk fartygskredit AB var ett svenskt bolag, 1918 under namnet Svenska kronkredit AB i syfte att med hjälp av obligationslån ge utländska banker och bankirer möjlighet till kredit i Sverige. Avsikten var att stimulera varuutbytet med utlandet.
Svenska staten gick in med ett stöd på 10 miljoner i statsobligationer som garantifond för att stötta bolaget. Sedan garantifornen återbetalats, bildades ett helt privat företag i samma syfte, och namnet ändrades då till Svenska obligationskredit AB.
1945 upphörde Svenska obligationskredit med sin verksamhet, men 1953 framfördes förslag att ombilda bolaget till ett fartygsbelåningsinstitut, då Svenska skeppshypotekskassan genom rådande kreditrestriktioner hade svårt att tillgodose rederinäringen med kapital för fartygsbyggnation. Institutionen fick nu namnet Svenska fartygskredit AB.